# けしの花
けしの花（けしのはな、芥子の花）は、手事物の地歌である。

## 概要
作曲は、文化文政期に京都で活躍した盲人音楽家、菊岡検校である。箏手付は、八重崎検校門下で、松阪春栄の師である松崎検校と伝えられている。歌詞は、後楽園四明居（三井高明の祖父・三井次郎右衛門高英）による。
調弦は、三絃が本調子から二上り、箏が、半雲井調子から平調子に転ずる。曲の構成は、前唄-手事-中チラシ-後チラシ-後唄となっている。凝った掛け合いに特徴がある。冒頭の「てにとりて」の部分は伴奏がなく唄のみで始まり、それもこの曲の特色となっている。

## 歌詞
はかない花に女性をなぞらえて恋心をうたったものである。
てにとりて見ればうるはしけしの花

しほりしほればただならぬ

匂ひ香うばし花びらの

散りし姿はあはれとよ

雨にはもろき風情あり

たれにきがねをなんにもいはず

ぢつとしている奈良人形